# Джаабари, Сулейман
Сулейман Джаабари (араб. سليمان الجعبري‎) (1912, Хеврон — 1994) — Великий муфтий Иерусалима, религиозный лидер Палестины. Сулейман Джаабари занимал должность Великого муфтия почти через 40 лет после смерти своего предшественника Хуссамуддина Джараллаха.

## Биография
Джаабари родился в Хевроне и получил образование в Каирском университете аль-Азхар. Он занимал должность кади (судьи) в религиозных судах Яффы, Лода и Цфата. В 1949 был назначен заместителем муфтия Иерусалима Хуссамуддина Джараллаха. В 1954 году после смерти Джараллаха должность Великого муфтия оставалась свободной вплоть до 1993 года, когда великим муфтием стал Сулейман Джаабари. Сулейман Джаабари работал кадием Иордании и муфтием Сухопутных войск Иордании, а затем в департаменте образования в Иерусалима, Хеврона, Рамаллы и Аль-Бирехе.
В 1993 году Израиль передал палестинцам контроль над мусульманскими святыми местами Иерусалима. В этом же году председатель Организации освобождения Палестины Ясир Арафат назначил Сулеймана Джаабари Великим муфтием Иерусалима. Он занимал эту должность вплоть до своей смерти в 1994 году. После смерти Сулеймана Джаабари Арафат назначил на должность Великого муфтия Икриму Саида Сабри.